# Чворский Исток
Чворский Исток — река в России, протекает в Томской области. Устье реки находится в 8 км по левому берегу реки Сегондинка. Длина реки составляет 16 км. 

## Данные водного реестра
По данным государственного водного реестра России относится к Верхнеобскому бассейновому округу, водохозяйственный участок реки — Кеть, речной подбассейн реки — бассейн притоков (Верхней) Оби от Чулыма до Кети. Речной бассейн реки — (Верхняя) Обь до впадения Иртыша.